# 阿尔瓦塞吉和格里凯斯
阿尔瓦塞吉和格里凯斯（西班牙語：Arbácegui y Guerricaiz）是西班牙巴斯克自治区比斯开省的一个市镇。总面积24平方公里，总人口390人（2001年），人口密度16人/平方公里。